# Samuel Gomez van Hoogen
Samuel Gomez van Hoogen (Wilrijk, 24 januari 2006) is een Belgisch voetballer die sinds 2025 uitkomt voor Club Brugge. Hij beschikt tevens over de Nederlandse en Spaanse nationaliteit.

## Clubcarrière
Gomez van Hoogen begon zijn jeugdopleiding bij KVVOG Vorselaar. Daar werd hij opgemerkt door Lierse SK, dat hem dan weer moest afstaan aan KRC Genk. Toen de combinatie school en training praktisch onmogelijk werd, keerde Gomez terug naar Lierse. Daar trok hij toch weer de aandacht, waarop hij zich in 2017 aansloot bij PSV. In juni 2023 ondertekende Gomez van Hoogen zijn eerste profcontract bij PSV, dat hem tot medio 2024 aan de club verbond en ook een optie voor een extra jaar bevatte.
Op 30 augustus 2024 maakte Gomez van Hoogen zijn profdebuut in het shirt van Jong PSV, het beloftenelftal van de club dat uitkomt in de Keuken Kampioen Divisie: op de derde competitiespeeldag liet trainer Alfons Groenendijk hem tegen MVV Maastricht kort na het uur invallen. Op 17 december 2024 maakte Gomez van Hoogen, die in de UEFA Youth League vijf van de zes wedstrijden speelde in de league phase, zijn officiële debuut voor het eerste elftal van PSV: in de bekerwedstrijd tegen Koninklijke HFC (8-0-zege) liet trainer Peter Bosz hem in de 86e minuut invallen voor Armando Obispo. Gomez van Hoogen had op dat moment nog maar één profwedstrijd met Jong PSV op de teller staan.
Kwam Gomez van Hoogen voor de jaarwisseling niet verder dan één invalbeurt bij Jong PSV, dan liet trainer Groenendijk hem in de terugronde dertien keer starten in de Keuken Kampioen Divisie. Slechts twee keer werd de Belgische jeugdinternational vroegtijdig naar de kant gehaald, telkens in het slotkwartier. 
In mei 2025 ondertekende Gomez van Hoogen, die een aflopend contract had bij PSV, een driejarig contract bij Club Brugge, dat hem aanvankelijk voor Club NXT vastlegde.

## Clubstatistieken
| Seizoen         | Club            | Land               | Competitie      | Competitie | Competitie | Beker | Beker | Supercup | Supercup | Europees | Europees | Totaal | Totaal |
| Seizoen         | Club            | Land               | Competitie      | Wed.       | Dlp.       | Wed.  | Dlp.  | Wed.     | Dlp.     | Wed.     | Dlp.     | Wed.   | Dlp.   |
| --------------- | --------------- | ------------------ | --------------- | ---------- | ---------- | ----- | ----- | -------- | -------- | -------- | -------- | ------ | ------ |
| 2024/25         | Jong PSV        | Vlag van Nederland | Eerste divisie  | 14         | 0          | —     | —     | —        | —        | —        | —        | 14     | 0      |
| 2024/25         | PSV             | Vlag van Nederland | Eredivisie      | 0          | 0          | 1     | 0     | 0        | 0        | 0        | 0        | 1      | 0      |
| 2025/26         | Club NXT        | Vlag van België    | Eerste klasse B | 1          | 0          | —     | —     | —        | —        | —        | —        | 1      | 0      |
| Carrière totaal | Carrière totaal | Carrière totaal    | Carrière totaal | 15         | 0          | 1     | 0     | 0        | 0        | 0        | 0        | 16     | 0      |

Bijgewerkt op 13 augustus 2025.

## Interlandcarrière
Gomez van Hoogen werd geboren in Wilrijk als zoon van een vader met de Spaanse nationaliteit en een Nederlandse moeder. In maart 2024 riep Pieter Schrassert Bert hem op voor een interland met de Nederlandse Future-selectie onder 17 tegen België. Kort daarop riep ook België hem op voor deze interland. Gomez van Hoogen, die eerder ook voor het U16 Futures-elftal van Nederland was opgeroepen, koos voor Nederland. In maart 2024 maakte hij onder Sébastien Pocognoli evenwel zijn debuut voor België –18.

## Privé
- De grootvader van Samuel, Antonio Gómez Martí, stond ooit onder de lat bij Levante UD.[1][14]
- Een van de ooms van Samuel voetbalde bij Berchem Sport.[1]

2 Romero ·
4 Ordóñez ·
6 Reis ·
7 Tresoldi ·
8 Tzolis ·
9 Forbs ·
10 Vetlesen ·
11 Sandra ·
14 Meijer ·
15 Onyedika ·
16 van den Heuvel ·
17 Vermant ·
19 Nilsson ·
20 Vanaken  · 
21 Skóraś ·
22 Mignolet ·
24 Osuji ·
25 Stanković ·
29 Jackers ·
30 Jashari ·
41 Siquet ·
44 Mechele ·
58 Spileers ·
62 Audoor ·
64 Sabbe ·
65 Seys ·
70 Granados ·
84 Campbell ·
87 Furo ·
Bursik ·
Coach: Hayen